# دنیس گلوشاکوف
دنیس گلوشاکوف (زادهٔ ۲۷ ژانویهٔ ۱۹۸۷) بازیکن فوتبال اهل کشور روسیه است.
وی برای تیم ملی روسیه ۱۰ بازی انجام داده و ۱ گل به ثمر رسانده‌است. پست تخصصی این بازیکن نیز، هافبک است.